# Carl Gustaf Mosander
Carl Gustaf Mosander (10 tháng 9 năm 1797 tại Kalmar – 15 tháng 10 năm 1858 tại Lovön hạt Stockholm) là một nhà hóa học người Thụy Điển. Ông đã phát hiện ra các nguyên tố Lanthan, Erbium và Terbi.
Thuở nhỏ Mosander học ở Kalmar. Khi lên 12 tuổi ông cùng mẹ di chuyển tới cư ngụ ở Stockholm và học nghề trong hiệu thuốc Ugglan. Ông tốt nghiệp khoa dược năm 1817, nhưng quan tâm tới y học, nên năm 1820 xin vào học ở Học viện Karolinska. Ông là một trong các học trò của Jöns Jakob Berzelius.
Năm 1824, ông tốt nghiệp thạc sĩ khoa giải phẫu. Ông dạy hóa học ở viện này và làm phụ tá phụ trách sưu tập khoáng vật cho viện Bảo tàng lịch sử tự nhiên của Thụy Điển (Swedish Museum of Natural History). Năm 1836, ông kế vị Berzelius làm giáo sư hóa học và dược học ở Học viện Karolinska.
Năm 1833, ông được bầu vào Viện Hàn lâm Khoa học Hoàng gia Thụy Điển. Năm 1839, Mosander phát hiện ra Lanthan khi phân tích từng phần một mẫu nitrate cerium bằng cách nung rồi xử lý muối thu được với axít nitric pha loãng.